# Towarzystwo Naukowe w Toruniu

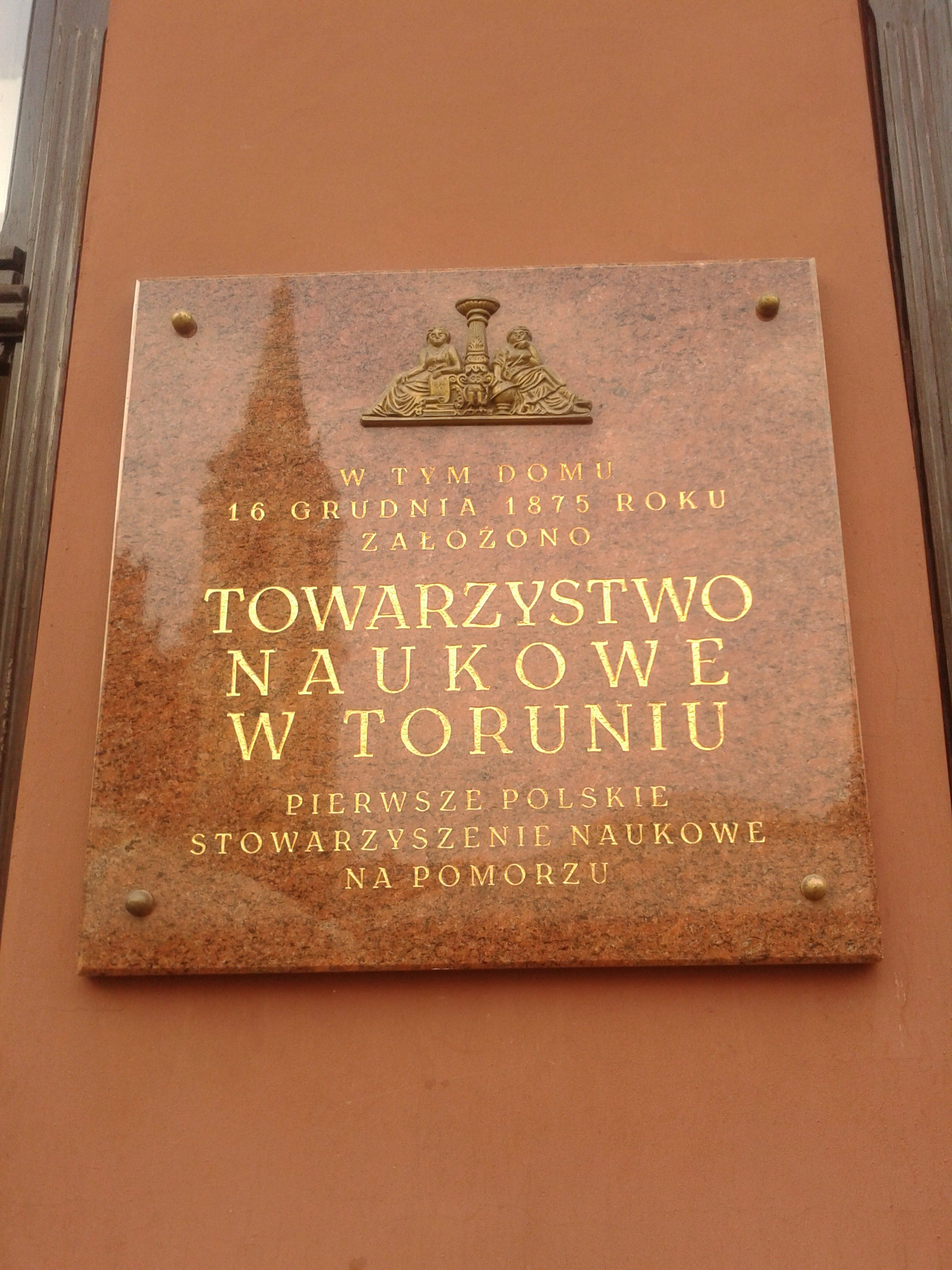
Tablica na budynku hotelu „Pod Trzema Koronami” upamiętniająca założenie Towarzystwa Naukowego w Toruniu

Towarzystwo Naukowe w Toruniu (TNT) – regionalne towarzystwo naukowe ogólne założone w 1875 w Toruniu; pierwsze polskie towarzystwo naukowe na Pomorzu; od 2015 prezesem towarzystwa jest Andrzej Radzimiński.
Siedziba towarzystwa mieści się przy ulicy Wysokiej 16.

## Historia

### Początki działalności
Towarzystwo Naukowe w Toruniu założono 16 grudnia 1875 roku w hotelu Pod Trzema Koronami. Pierwszym prezesem Towarzystwa został Ignacy Łyskowski. W chwili założenia Towarzystwo liczył 34 członków, do końca roku dołączyło jeszcze 26 osób. W 1876 roku Towarzystwo liczyło 130 osób, w następnych latach liczba członków zaczęła się zmniejszać. W lutym 1876 roku Towarzystwo podzielono na trzy wydziały: historyczno-archeologiczny, lekarsko-przyrodniczy i teologiczny. Najprężniej rozwijał się wydział historyczno-archeologiczny. W listopadzie 1876 roku powołano muzeum Towarzystwa.
Towarzystwo początkowo działało w prywatnym pomieszczeniu przy ulicy Łaziennej. W maju 1881 roku rozpoczęto budowę nowej siedziby przy ulicy Wysokiej. Budowę zakończono w 1882 roku. W nowej siedzibie założono bibliotekę, która do 1916 roku liczyła 5 tys. woluminów.
1878 roku Towarzystwo zaczęło wydawać czasopismo naukowe Roczniki Towarzystwa Naukowego w Toruniu, wydawane na obszarze Prus Zachodnich. Czasopismo wydawano do 1884 roku. W 1886 roku zmarł pierwszy prezes Towarzystwa Ignacy Łyskowski. Nowym prezesem został dr Leon Szuman. Pod koniec lat 90. XIX wieku stanowisko prezesa objął Witold Jaworowicz, a w 1897 roku ks. Stanisław Kujot.
W 1897 roku Towarzystwo liczyło 226 członków, w 1905 – 458, w 1910 – 591. Większość członków stanowiły osoby nie mieszkające na stałe w Toruniu. Pod względem zawodu dominowali księża (68% członków w 1903, 57% w 1913). W wyniku tego Towarzystwo stało się największą tego typu organizacją w Prusach Zachodnich. Ks. Stanisław Kujot reaktywował Roczniki Towarzystwa Naukowego w Toruniu oraz powołał czasopismo Fontes, gdzie publikowano materiały źródłowe do historii Pomorza. W 1908 roku zaczął ukazywać się periodyk Zapiski Towarzystwa Naukowego w Toruniu, będąca początkowo gazetą informującą o działalności Towarzystwa, a następnie czasopismem historycznym. Po śmierci ks. Stanisława Kujota w 1914 roku nowym prezesem został ks. Brunon Czapla, pełniący tę funkcję do 1918 roku.

### Okres międzywojenny
Towarzystwo zmieniło swoje cele po przyłączeniu Pomorza Nadwiślańskiego do Polski w styczniu-lutym 1920 roku oraz utworzenia województwa pomorskiego z siedzibą w Toruniu. Wśród członków zaczęli dominować przedstawiciele inteligencji miejskiej oraz artyści. Towarzystwo kontynuowało wydawanie Roczników i serii Fontes. W latach 1920–1923 prezesem Towarzystwa był dr Józef Łęgowski, a w latach 1923–1939 ks. Alfons Mańkowski. W latach 20. Towarzystwo współuczestniczyło w tworzeniu Książnicy Miejskiej. W 1923 roku przekazało swój księgozbiór w trwały depozyt Książnicy. W 1930 roku Towarzystwo oddało swoje zbiory muzealne Muzeum Miejskiemu w Ratuszu Staromiejskim w Toruniu. Ponadto Towarzystwo pracowało nad stworzeniem Pomorskiego Instytutu Naukowego, mającego być podstawą pod utworzenie uczelni wyższej w Toruniu. W 1934 roku Towarzystwo znalazło się w składzie Rady Zrzeszeń Naukowych, Artystycznych i Kulturalnych Ziemi Pomorskiej. Przewodniczącym Rady został ks. Alfons Mańkowski.

### II wojna światowa
Podczas II wojny światowej władze okupacyjne rozwiązały Towarzystwo. Cały majątek został skonfiskowany. Księgozbiór przejęła Stadtbibliothek Torun. Ks. Alfons Mańkowski zginął w 1941 roku w niemieckim nazistowskim obozie koncentracyjnym Stutthof. Po wojnie Towarzystwo odzyskało księgozbiór.

### Czasy najnowsze
Pierwsze powojenne Walne Zgromadzenie Towarzystwa odbyło się 17 lipca 1945 roku. Nowym prezesem został ks. Paweł Czaplewski. Po utworzeniu Uniwersytetu Mikołaja Kopernika i zmianę statutu (w 1946 roku) Towarzystwo przekształciło się w organizację zatrudniającą uczonych. Po wojnie Towarzystwo liczyło trzy wydziały: I – Nauk Historycznych, Prawniczych i Społecznych, II – Filologiczno-Filozoficzny i III – Matematyczno-Przyrodniczy. W 1948 roku nowym prezesem Towarzystwa został prof. Konrad Górski. Rok później zrezygnował ze stanowiska w wyniku nacisków władz komunistycznych. Nowym prezesem został prof. Władysław Dziewulski. W 1957 roku prezesem ponownie został prof. Konrad Górski. Urząd ten sprawował do 1983 roku. W 1964 powołano samodzielny Wydział Nauk Prawnych i Społecznych. W 1983 roku stanowisko prezesa objął prof. Marian Biskup.
W 2000 roku Towarzystwo otrzymało Medal „Za zasługi dla Miasta Torunia” na wstędze. W 2004 roku prezesem Towarzystwa został prof. dr. hab. Andrzej Woszczyk. W 2012 roku prezesem został prof. Jan Kopcewicz. W 2015 roku prezesem został prof. Andrzej Radzimiński.

## Struktura organizacyjna
- Wydział I – Historyczny
- Wydział II – Filologiczno-Filozoficzny
  - Komisja Filologiczna
  - Komisja Filozoficzna
  - Komisja Historii Sztuki i Konserwatorstwa
  - Komisja Bibliografii i Bibliotekoznawstwa
- Wydział III – Matematyczno-przyrodniczy
- Wydział IV – Prawny
- Wydział V – Teologiczny
- Wydział VI – Ekonomii i Biznesu
- Komisja Przyjaciół Pamiętnikarstwa przy Towarzystwie Naukowym w Toruniu

Źródło: 

### Prezesi
- Ignacy Łyskowski (1875–1886)[2]
- Leon Szuman[2]
- Witold Jaworowicz[2]
- ks. Stanisław Kujot (1897–1914)[4]
- ks. Brunon Czapla (1914–1918)[4]
- ks. Paweł Czaplewski (1918–1920)[4]
- dr Józef Łęgowski (1920–1923)[4]
- ks. Alfons Mańkowski (1923–1939)[4]
- ks. Paweł Czaplewski (1945–1948)[4]
- prof. Konrad Górski (1948–1949)[4]
- prof. Władysław Dziewulski (1949–1957)[4]
- prof. Konrad Górski (1957–1983)[4]
- prof. Marian Biskup (1983–2004)[4]
- prof. dr hab. Andrzej Woszczyk (2004–2012)[4]
- prof. dr hab. Jan Kopcewicz (2012–2014)[4]
- prof. dr hab. Andrzej Radzimiński (od 2015)[6]